# Veniliornis nigriceps
Veniliornis nigriceps е вид птица от семейство Picidae. Видът е незастрашен от изчезване.

## Разпространение
Разпространен е в Боливия, Колумбия, Еквадор и Перу.